# To All the Boys I’ve Loved Before
To All the Boys I’ve Loved Before ist ein US-amerikanisches Filmdrama aus dem Jahr 2018 von Susan Johnson mit Lana Condor, Noah Centineo, Israel Broussard, Janel Parrish und John Corbett in den Hauptrollen. Der Film basiert auf dem gleichnamigen Roman von Jenny Han.
To All the Boys I’ve Loved Before wurde am 17. August 2018 weltweit auf dem Video-on-Demand-Portal Netflix veröffentlicht. Der zweite Teil, To All the Boys: P.S. I Still Love You, wurde am 12. Februar 2020 ebenfalls auf Netflix veröffentlicht und der dritte Teil To All the Boys: Always and Forever am 12. Februar 2021. Bei den beiden Nachfolgern führte Michael Fimognari Regie. Seit 2023 wird die Spinoff-Serie XO, Kitty um Kitty ausgestrahlt.

## Handlung
Lara Jean Song Covey ist ein 16-jähriges Mädchen, das sich in der Highschool eher versteckt und nicht viele Freunde hat. Sie ist sehr eng mit ihrer älteren Schwester Margot und jüngeren Schwester Kitty verbunden. Deshalb fällt es ihr sehr schwer, Margot gehen zu lassen, als diese nach Schottland auf eine Universität geht.
Lara Jean bewahrt Liebesbriefe an alle fünf Jungs, die sie einmal geliebt hat, in einer Hutschachtel auf, die sie von ihrer verstorbenen Mutter zu Lebzeiten geschenkt bekommen hat. Zu diesen Jungs gehört auch ihr Nachbar Josh Sanderson, von dem sich Margot trennt, als sie auf die Uni geht. Ihre jüngere Schwester Kitty macht sich Sorgen um Lara Jean und nutzt eine Gelegenheit, um diese Briefe tatsächlich zu verschicken.
Kurz darauf kommt Peter Kavinsky auf Lara Jean zu und meint, dass er sich geehrt fühle, aber ihre Gefühle nicht erwidere. Da wird Lara Jean bewusst, dass ihre Briefe an ihre fünf (ehemaligen) Schwärme versendet wurden. Vor allem ihre Gefühle für Josh sind ihr peinlich und sie geht ihm aus dem Weg. Um Josh zu zeigen, dass sie ihn nicht mehr liebt, überfällt sie in einem Anflug von Panik Peter mit einem Kuss. Peter schlägt vor, dass sie für eine Weile so tun, als wären sie ein Paar. Peter hofft, so seine langjährige Freundin Genevieve, Lara Jeans Feindin, zurückzugewinnen. Lara Jean geht darauf ein, um Josh fernzuhalten, und die beiden stellen eine Liste von Grundregeln ihrer gespielten Beziehung auf. Dazu gehören unter anderem tägliche kleine Briefe von Peter, in denen er ihr etwas Nettes schreibt, um Genevieve eifersüchtig zu machen, sowie der Besuch des Skilagers. Je mehr Zeit sie zusammen verbringen, desto verschwommener werden die echten und gespielten Teile dieser Beziehung und es entwickeln sich echte Gefühle. Als Josh von der Beziehung erfährt, zeigt er sich eifersüchtig auf Peter, weil er nicht möchte, dass Peter Lara Jean weh tut, und weil er sich fragt, wie er gehandelt hätte, wenn er damals schon von Lara Jeans Gefühlen für ihn gewusst hätte. In der Zwischenzeit hat Lara Jean gemerkt, dass sie Josh nicht mehr liebt und dass sie Peter aus echten Gefühlen treffen will.
Auf dem Skilager erzählt Peter Lara Jean, dass er mit ihr ausgehen will, und sie küssen sich in einem Whirlpool. Am nächsten Tag wird ein Video veröffentlicht, in dem die zwei zu sehen sind, und alle erzählen, dass das Paar Sex hatte. Gedemütigt bricht Lara Jean den Kontakt zu Peter ab, da sie von Genevieve erfährt, dass er in derselben Nacht auch bei ihr im Zimmer war. Er sucht sie jedoch zu Hause bei ihrer Familie auf. Als Peter versucht, mit Lara Jean zu sprechen, taucht Josh auf, um sie zu beschützen. Dabei erfährt Margot, die gerade zu Weihnachten zu Besuch ist, dass Lara Jean Gefühle für Josh hatte.
Margot und Lara Jean versöhnen sich, aber Lara Jean bleibt wütend auf Peter. Kitty gibt zu, dass sie die Hutschachtel ihrer Schwester gestohlen und die Briefe verschickt hat. Außerdem zeigt sie ihrer Schwester die ganzen Briefe von Peter, die sie ungeöffnet weggeschmissen hatte und in denen er seine wahren Gefühle für sie offenbart. Peter trennt sich von Genevieve, da diese das Video online gestellt hat. Lara Jean und Peter versöhnen sich und werden ein Paar. Sie und Josh werden wieder Freunde.

## Hintergrund
Im Juni 2014 erwarb Overbrook Entertainment die Filmrechte an Jenny Hans gleichnamigen Bestseller-Roman. Annie Neal wurde engagiert, ein Drehbuch zu verfassen. Susan Johnson wurde für die Realisierung des Projektes engagiert. Mitte Juli 2017 wurde Lana Condor für die Hauptrolle der Lara Jean Song Covey besetzt. Kurze Zeit später erhielten John Corbett, Janel Parrish, Anna Cathcart, Noah Centineo und Israel Broussard Rollen in dem Film.
Die Dreharbeiten begannen Anfang Juli 2017 im kanadischen Vancouver. Einige Szenen entstanden auch in Portland, Oregon. Die ganzen Highschool-Szenen entstanden an der öffentlichen Schule Point Grey Secondary School in Vancouver. Drehende war der 4. August 2017.

## Synchronisation
| Schauspieler     | Rollenname                   | Synchronsprecher      |
| ---------------- | ---------------------------- | --------------------- |
| Lana Condor      | Lara Jean Covey              | Franciska Friede      |
| Noah Centineo    | Peter Kavinsky               | Timo Kinzel           |
| Madeleine Arthur | Christine                    | Liza Ohm              |
| John Corbett     | Dr. Dan Covey                | Charles Rettinghaus   |
| Emilija Baranac  | Genevieve                    | Jenny Maria Meyer     |
| Janel Parrish    | Margot Song Covey            | Katharina von Keller  |
| Israel Broussard | Josh Sanderson               | Brian Sommer          |
| Anna Cathcart    | Katherine „Kitty“ Song Covey | Emily Seubert         |
| Trezzo Mahoro    | Lucas James                  | Claudiu Mark Draghici |

## Rezeption
Der Film erhielt überwiegend positive Kritiken. Bei Metacritic erhielt der Film einen Metascore von 62/100 basierend auf 10 Rezensionen, bei Rotten Tomatoes waren 94 Prozent der 34 Rezensionen positiv.
Andreas Köhnemann von Kino-Zeit meint, dass „Susan Johnsons Teenager-RomCom […] eine amüsant-schöne Subgenre-Hommage und eine dringend nötige Revidierung überkommener Muster“ sei.